# Дом на набережной (повесть)
«Дом на набережной» — повесть (короткий роман) Юрия Трифонова, написанная в 1975 году и опубликованная в январе 1976 года. Превзошла по популярности другие произведения Трифонова, став событием литературной и общественной жизни. Её название относится к расположенному напротив Московского Кремля жилому «Дому правительства», который после публикации произведения стали называть «Дом на набережной».

## Создание и публикация
После ряда повестей, описывающих текущее состояние общества, Трифонов почувствовал необходимость обратиться к более раннему периоду, в который уходят корни современных болезней интеллигенции. Детство Юрия Трифонова прошло в «доме на набережной», и в повесть вошло много личных впечатлений автора. Прообразом Сони послужила Лена Минц, профессора Ганчука — её отец Исаак Израилевич, Шулепы — Сергей Савицкий, Антона Овчинникова — погибший во время войны Лев Федотов.
Рукопись повести была принята к публикации всего через пять дней после того, как автор предоставил её в редакцию журнала «Дружба народов», где печатал все свои повести последнего времени. Авторский текст вышел в свет без единой поправки со стороны цензуры. Однако уже в июне 1976 г. на съезде Союза писателей первый секретарь правления Г. Марков подверг повесть Трифонова резкой критике. С переизданием в книжном формате возникли проблемы, ибо «литературные деятели брежневского времени узнавали себя в лице главного героя повести».
Поскольку во многих библиотеках номер журнала запретили выдавать читателям, остаётся открытым вопрос, каким образом столь крамольная с точки зрения официальной идеологии вещь прошла цензуру в условиях брежневского застоя. Бывший сотрудник редакции Сергей Юрьенен объяснял молниеносную публикацию тем, что буквально накануне под давлением цензуры «Дружба народов» отклонила другое произведение с явными следами влияния Набокова и Солженицына, и редакция хотела взять реванш, дабы не показаться запуганной.
В творчестве Трифонова повесть занимает переходное положение между циклом из четырёх московских повестей, который принёс ему широкую известность («Обмен», «Предварительные итоги», «Долгое прощание», «Другая жизнь»), и трилогией романов о влиянии на современность новейшей истории («Исчезновение», «Старик», «Время и место»). Задачу этих романов Трифонов видел в следующем:

Увидеть, изобразить бег времени, понять, что оно делает с людьми, как всё вокруг меняет… Время — таинственный феномен, понять и вообразить его так же трудно, как вообразить бесконечность… Но ведь время — это то, в чём мы купаемся ежедневно, ежеминутно… Я хочу, чтобы читатель понял: эта таинственная «времён связующая нить» через нас с вами проходит, что это и есть нерв истории.

## Сюжет
Действие происходит в Москве в трёх временных промежутках: середина 1930-х, вторая половина 1940-х, начало 1970-х гг. Литературовед Вадим Александрович Глебов приезжает в мебельный магазин, где договорился купить антикварный стол, и случайно наталкивается на своего школьного приятеля Лёвку Шулепникова, которого не видел много лет. Тот спился и опустился до работы грузчиком. Глебов окликает его по имени, но Шулепников делает вид, что не узнает его. Это сильно уязвляет Глебова, он не считает, что в чём-то виноват перед Шулепниковым.
Позже, дома, на Глебова накатывает волна воспоминаний. Он вспоминает, что когда-то, ещё в школе, страшно завидовал Шулепникову. Тот жил в сером громадном доме на набережной в самом центре Москвы. Там обитали многие ученики их школы. Все они были из обеспеченных семей советской номенклатуры. Глебов завидовал и им. Сам он жил в коммуналке неподалёку, располагавшейся в Дерюгинском переулке. Мать Глебова работала билетёршей в кинотеатре, и Вадим проводил на киносеансы тех, кого он хотел заполучить в приятели. Он со школьных времён был довольно расчётливым конформистом и карьеристом с неутолимой завистью к тем, кто имел в жизни больше, чем он. В школе появился Лёва Шулепников. Ребята, как часто бывает, напали на новичка. Вадим был одним из подстрекателей, но сам в драку не полез. Шулепников распугал нападавших пистолетными выстрелами. Как оказалось потом, он принёс в школу пугач.
Сразу после нападения директор школы попытался найти хулиганов, но Лёвка не стал выдавать нападавших. И пугач, и победа над нападавшими, и отказ выдавать их имена: всё подняло авторитет новичка среди школьников до небес и вызвало зависть у Глебова. Позже он подружился с Шулепой, как назвали Лёвку в классе, стал бывать у него дома. Квартира Шулепы располагалась в том самом доме на набережной. Мать его была бывшей дворянкой, а отчим — важным чином в органах госбезопасности. Просторная квартира, множество вещей, бывших тогда в глазах обычных людей (а тем более школьников) настоящими сокровищами — всё это подогревало у Глебова его зависть. К примеру, личный киноаппарат, на котором Лёва показал одноклассникам фильм «Голубой экспресс», который шёл тогда в прокате, чем походя подорвал «монополию» Глебова на показ кино одноклассникам.
Отец Глебова советовал сыну пореже бывать в гостях у Шулепниковых. Его терзал страх, он опасался всего, его девизом в жизни было: — Не высовывайся! Поэтому он не хотел, чтобы его сын общался с кругом номенклатуры. Однако, когда арестовали родственника, дядю Володю, мать Вадима настояла, чтобы Вадим попытался узнать какую-нибудь информацию о нём через Лёвку. Отчим Лёвы поговорил с Вадимом, сказал, что узнает, но, в свою очередь, попросил его сообщить имена хулиганов, напавших на Лёву. Вадим испугался, что кто-то уже рассказал подробности истории и, значит, его роль тоже может быть известна, назвал два имени. Вскоре эти школьные хулиганы исчезли, исчезли и их семьи. Исчезла ещё одна семья, Бычковы, проживавшая в квартире Глебовых. Она была неприятная, шумная, наглая, дети Бычковых тоже были хулиганами, и били всех, кто заходил в Дерюгинский переулок, отчего переулок приобрёл дурную славу. Как-то раз туда забрёл Лёвка с ещё одним одноклассником, Антоном Овчинниковым, и они были избиты младшими Бычковыми, на них натравили собаку. На следующий день в коммунальной квартире появился «человек в кожаном длинном пальто», который пристрелил пса. Очень скоро старшего из хулиганов арестовали по воровскому делу, старик Бычков попал в больницу, а через некоторое время и остальные Бычковы «сгинули неведомо куда, точно их ветром смело».
Прошли годы. Глебов встречает Шулепникова уже после войны, в 1947-м, учась в институте. Вадим голодал, был в эвакуации, выживал. Шулепа же оставался тем же успешным человеком, что и в детстве. У него сменился отчим, но новый был столь же могущественным человеком, что и предыдущий. Шулепа приезжал в институт на трофейном «БМВ», жил в элитном доме на Тверской. Бывшие одноклассники пропали кто куда, а Антон погиб во время войны. Из одноклассников близко общалась с Вадимом лишь Соня Ганчук, дочка профессора, завкафедрой их института, Николая Васильевича Ганчука. Глебов часто бывает у Ганчуков всё в том же доме на набережной. Его так же гложет неудовлетворённое самолюбие и зависть к жильцам дома.
На одной из студенческих вечеринок, проходивших в квартире Ганчуков, он вдруг понимает, что мог бы оказаться в этом доме, но уже хозяином. Он понял, что может полюбить Соню. Сам не отдаёт себе отчёта, но влюбляется в неё. Ему кажется, что он влюбляется. Однако Трифонов ясно даёт понять читателю, что это лишь самообман Вадима, попытка объяснить себе благородным чувством стремление устроиться в жизни через брак по расчёту. На праздновании Нового года у Ганчуков Вадим особенно остро ощущает своё желание принадлежать к этому миру, быть его частью.
Через какое-то время в институте начинается пока неявная интрига против, Ганчука. Интрига из тех, которые в те времена кончались ссылками, расстрелами, разгромом целых научных направлений и институтов. Сначала увольняют его ученика, преподавателя Аструга, затем заставляют мать Сони, Юлию Михайловну, так же работавшую в институте преподавателем немецкого (она — этническая немка, закончившая Венский университет), сдавать экзамен на знание немецкого языка, чтобы получить диплом советского вуза и иметь право преподавать.
Глебов учится на пятом курсе, и под руководством Ганчука пишет диплом. Его вызывают в учебную часть, где, неожиданно для него, заводят серьёзный разговор о его будущем. Некто Друзяев, бывший военный прокурор, только что занявший в институте административную должность, и, на первый взгляд, один из многих аспирантов, какой-то Ширейко (но по поведению понятно, что он, скорее всего, связан с органами госбезопасности), — сообщают Вадиму, что им известно о его связи с Соней Ганчук (при том, что даже родители Сони не догадываются об этом, любовники решили до некоторого времени никого не ставить в известность о своей связи, и тщательно скрывали её). Друзяев и Ширейко намекают, что по отдельности женитьба на дочери профессора, написание у этого профессора диплома, рекомендации от профессора для зачисления Вадима в аспирантуру, занятие женой профессора должности руководителя группы в институте — это нормально, но всё вместе — перебор. Они настаивают, чтобы Глебов сменил руководителя своей дипломной работы. Глебов соглашается поговорить с Ганчуком, но оттягивает неприятный разговор и надеется, что о нём забудут. Однако ему напоминают, давая понять, что от его поведения зависит и аспирантура, и стипендия Грибоедова, положенная Глебову после зимней сессии. Ещё позже он догадывается, что дело вовсе не в нём, а в том, что на Ганчука «катили бочку». И ещё был страх — «совершенно ничтожный, слепой, бесформенный, как существо, рождённое в тёмном подполье». Страх оказаться на стороне профессора в момент, когда он окажется в опале.
Как-то сразу Глебов вдруг обнаруживает, что его любовь к Соне пропала. А может, и не было никакой любви, а была лишь страсть, свойственная молодому возрасту. Нельзя забывать, что повествование является воспоминанием уже пожилого Глебова, поэтому его оценки являются в том числе и самооправданиями своих поступков молодости. Затем студента Глебова вынуждают выступить на собрании, где должны обсуждать Ганчука. Эти собрания были началом травли, после них люди умирали от инфарктов, после них карьеры людей, вся их жизнь — летели под откос. Незадолго до собрания появляется осуждающая Ганчука статья аспиранта Ширейко, в которой упоминается, что некоторые студенты-дипломники (имеется в виду именно Глебов) отказываются от его научного руководства. Доходит это и до самого Николая Васильевича, которому Вадим так и не рассказал, что хочет сменить руководителя. Лишь вмешательство Сони, открывшейся отцу про её отношения с Вадимом, заставляет Ганчука хотя бы попытаться простить Вадима. Однако авторский тон Трифонова не оставляет простора для двоякого толкования поступка Вадима. Это, конечно же, низость. Но и старичку-профессору становится сложнее сопереживать: выясняются подробности его биографии. Он в революционные годы был сотрудником губчека. Лично расстреливал и рубил шашкой людей, не разбираясь в степени их виновности. Ганчук — это звучало страшновато для врагов. Потому что ни колебаний, ни жалости. Профессор сожалеет, что не может расстрелять оппонентов, что обязательно сделал бы раньше, в 20-х годах. «Ой, как он не любил учёных молодых людей в очках! Он их рубал сразу — ха, ха! — не спрашивая, кто папа, кто мама!»
От Вадима требуют выступить на собрании против профессора. Он понимает, что спасти Ганчука нельзя, что с ним дело решённое. С другой стороны, от Вадима так же требует выступить на собрании антидрузяевская группа. Они хотят, чтобы Вадим выступил в защиту профессора. Есть вариант пойти на собрание – и не выступать. Но тогда он станет врагом и для тех, и для других.
Вадим, как в детстве, пытается решить вопрос через Шулепу, через его связи. Тот, хоть и помогает, но довольно зло отвечает Глебову, что тот мог бы и выступить на собрании, и что он уверен — с Соней у них не будет свадьбы. Видно, Лёва Шулепников понимал душу Глебова гораздо лучше, чем тому казалось.
В конце концов всё устраивается неожиданным образом: в ночь перед роковым собранием умирает бабушка Глебова, и он получает железный повод не идти на собрание вообще. Однако это не спасает. С Соней всё уже кончено, вопрос для Вадима решён, он перестаёт бывать в их доме. Ганчук попадает во временную, но затяжную опалу: он направлен в областной педвуз на укрепление периферийных кадров. И лишь через долгое время он возвращается, его враги разгромлены. Друзяева через пару лет разбивает инсульт, тот умирает. Однако в период гонений на Ганчука устраивалось второе собрание, на котором Вадим всё же выступает. После собрания они идут, пьяные, с Шулепниковым, который бормочет «Скоты мы, сволочи…» Видимо, с того периода у Шулепникова развивается алкоголизм. Глебову раз за разом снится, что он, как Иуда, перебирает свои тридцать серебряников — «кресты, ордена, медали, значки».
Затем повествование переносится в семидесятые. Глебов стремится забыть как можно лучше всё, что связано с его молодостью. Его карьера устроилась, он стал литературоведом, учёным. В качестве члена правления секции эссеистики на конгрессе МАЛЭ (Международной ассоциации литературоведов и эссеистов) он едет в Париж. В поезде он встречает престарелую мать Шулепникова: та едет в Париж к своей сестре, эмигрировавшей сразу после революции.
В «Доме» Трифонов впервые наглядно реализовал любимую метафору: «История — многожильный провод». Он построил многожильное, многоголосое повествование, и каждая интонация выверена, узнаваема, точна.
В повести есть несколько вставок от первого лица, от автора. В них автор не называет своего имени, но даёт читателю понять, что был непосредственным участником событий, учился в одном классе с Вадимом, Соней, Шулепой, Антоном. Наблюдал всю историю с Ганчуком. Автор был безнадёжно влюблён в Соню.
Повесть завершается такой авторской главой. Автор навещает Ганчука, уже очень дряхлого одинокого старика. И они едут на кладбище, расположенное на территории старого крематория вблизи Донского монастыря. Там похоронена давно умершая Соня. Они слегка опаздывают, и приезжают за десять минут до закрытия кладбища. Сторож не хочет их пускать, они спорят с ним. Вдруг автор понимает, кто перед ними. «Шулепа — сказал я тихо. — Пусти нас.»
Автор и Ганчук проходят к могиле Сони. Старик размышляет над могилой: «Какой нелепый, неосмысленный мир! Соня лежит в земле, её одноклассник не пускает нас сюда, а мне восемьдесят шесть… А? Зачем? Кто объяснит? — Он стискивал мою руку цепкой клешней. — И как не хочется этот мир покидать…» Автор и старик затем выходят с кладбища и уезжают.
Кладбищенский привратник, опустившийся и спившийся баловень судьбы, Лёвка Шулепников, проезжает в троллейбусе мимо дома на набережной и думает: «а вдруг чудо, ещё одна перемена в его жизни?..»

## Художественная структура
При построении повести Трифонов использует аналитическую (ретроспективную) пространственно-временную композицию. Случайная встреча в Москве 1970-х со старым школьным товарищем поднимает в сознании стареющего Глебова воспоминания о далёком прошлом. Писатель виртуозно наслаивает пласты несобственно-авторской речи, чтобы приблизить читателя к сознанию своего главного героя.
Автор готовит читателя к тому, что кульминацией действия должно стать назначенное на четверг выступление Глебова с осуждением своего ментора Ганчука. Поскольку это выступление не состоялось, но герой в душе уже разменялся (в терминологии более ранней повести, совершил «обмен» невесты и её отца на перспективу блестящей карьеры), за обстоятельным повествованием о вхождении Глебова в семью профессора Ганчука, о развитии его отношений с Соней, следует стремительный эпилог, где в по-импрессионистски эпизодической манере набросаны этапы последующего морального падения Глебова.
С рассказом о Глебове перемежаются короткие лирические вставки от первого лица, окрашенные налётом ностальгии. Круг замыкается, когда на последней странице лирический герой («автор») встречается с опустившимся и практически неузнаваемым Шулепой (встреча с которым Глебова открывает повествование).
В чеховской традиции повествование прошито лейтмотивами, исподволь иллюстрирующими эволюцию героев. Таковы бюстики профессора Ганчука, завораживающая Глебова дорогая мебель (буфет красного дерева и антикварный стол), кожаные штаны и куртка Шулепы.

## Социальные аспекты
По заключению Н. Б. Ивановой, уже первая из московских повестей Трифонова «жёстко, бескомпромиссно показала читателю истоки интеллигентного равнодушия и конформизма». История типичного советского приспособленца Глебова демонстрирует, что для успеха в тоталитарном обществе необходимо поступаться личными принципами и убеждениями, предавать близких людей, «прогибаться» под господствующую в данный момент тенденцию.
Н. Л. Лейдерман и М. Н. Липовецкий трактуют сюжет об отношениях Глебова и Ганчуков как трагифарс, в котором «маститые идеологи механистического детерминизма становятся жертвами вульгарно-социологических схем, которые они сами насаждали». Даже сам Глебов видит отсутствие принципиальной разницы между Ганчуком и его гонителями: «Они просто временно поменялись местами. Оба размахивают шашками. Только один уже слегка притомился, а другому недавно дали шашку в руки».
Трифонов наглядно показывает, что в советском обществе сохраняются если не классовые, то социальные барьеры (расслоение). Уже в прологе в сниженном виде намечена основная сюжетная коллизия: дочь степенного, состоятельного Глебова задумала «выскочить замуж» невесть за кого — так же, как когда-то дочь профессора Ганчука вступила в связь с обитателем коммуналки Глебовым, стоящим ниже её на социальной лестнице. При этом автор иронизирует над упрощённым марксистским подходом к истории, который предполагает социальную подоплёку любого явления и снимает с человека личную ответственность за делаемый им выбор.
За поверхностным конфликтом Ганчука и Друзяева прячется более принципиальное противопоставление беспамятного Глебова, который по советской традиции списывает своё предательство на «времена» («Осуждай не осуждай, а против времени не пойдёшь, оно кого хочешь скрутит»), и фигуры автора — хранителя исторической памяти, которому удаётся не разменяться. Если Глебов (равно как и состарившиеся Ганчук с Шулепой) стремится забыть о произошедшем, лирический герой Трифонова дорожит памятью о былом (как и его кумир Антон, считающий, что «всё важно для истории»). Именно память представляется Трифонову сердцевиной нравственных устоев личности, позволяющей ей противостоять самым тяжёлым историческим обстоятельствам.
Д. Быков считает, что в фигурах оппортунистов сороковых годов Трифонов предсказал героев постперестроечного времени. С его точки зрения, это «книга о маргинале, оказавшемся победителем, и о грядущей эпохе, которая отменит все прежние типы, всё прошлое, все бесчисленные долги, грехи, выяснения отношений. Побеждает не хороший и не плохой, а другой». Озабоченные вопросами идеологии Ганчук и Друзяев остаются в прошлом, на первый план выходят подобные Глебову охотники за антикварными столами — потребители, радеющие о материальном преуспеянии. Всё, что неудобно вспоминать, попросту вычёркивается ими из памяти.

## Адаптации
По просьбе Ю. Любимова автор переработал повесть в пьесу, которая была поставлена театром на Таганке 12 июня 1980 г. Роль Глебова исполняли Вениамин Смехов и Валерий Золотухин. Музыку написал Эдисон Денисов. Спектакль был снят с репертуара в 1984 г. «по цензурным соображениям». Возмущение номенклатуры вызвала сцена, где пионеры 1930-х гг. читают стихи в честь наркома Ежова.
В ноябре 2007 года телеканал «НТВ» показал 4-серийный телефильм по мотивам повести Трифонова. Фильм снял по собственному сценарию Аркадий Кордон, музыку написал Исаак Шварц. Роли исполнили Валерий Ивченко, Иван Стебунов, Алексей Петренко, Ирина Купченко, Елена Николаева.